# Halfdan Ragnarsson
Pour les articles homonymes, voir Halfdan et Ragnarsson.
Halfdan (Hálfdan en vieux norrois, Halfdene ou Healfdene en vieil anglais, Albann en vieil irlandais) est un chef viking actif dans les îles Britanniques dans les années 870.

## Biographie
Halfdan fait partie des chefs de la Grande Armée qui débarque en Angleterre en 865. En l'espace de quelques années, cette armée parvient à conquérir les royaumes anglo-saxons de Northumbrie et d'Est-Anglie. La première mention de Halfdan dans les sources date de l'année 870, lorsqu'il conduit ses troupes contre le Wessex à l'automne ou au début de l'hiver. Une série de batailles entre Vikings et Anglo-Saxons s'ensuit, notamment marquée par la défaite de Halfdan à la bataille d'Ashdown, le 8 janvier 871. À la fin de l'année, l'armée viking quitte sa base de Reading et se retire à Londres pour y passer l'hiver. Halfdan y fait frapper des pièces à son nom, signe de son autorité.
À l'automne 872, Halfdan part vers le nord et hiverne à Torksey, dans le Lindsey. Certaines versions de la Chronique anglo-saxonne indiquent qu'il fait campagne en Northumbrie cette année-là, peut-être pour mater la rébellion d'Ecgberht,. Lors d'une campagne ultérieure, en 873 ou 874, les Vikings marchent sur Repton et chassent le roi de Mercie Burgred.
Après la soumission de la Mercie, la Grande Armée se sépare en deux et Halfdan s'installe sur la Tyne pour combattre les Pictes et les Bretons du royaume de Strathclyde. Les Annales d'Ulster mentionnent une grande bataille entre les Pictes et les Vikings en 875. La Chronique anglo-saxonne indique pour l'année 876 que les Vikings s'établissent pour de bon en Northumbrie.
Halfdan s'intéresse quant à lui à l'Irlande. En 875, le roi viking de Dublin Oistin mac Amlaíb est tué par un Albann qui semble être Halfdan. Au terme d'une dernière campagne, il trouve la mort en affrontant les Vikings d'Irlande lors de la bataille de Strangford Lough en 877.

## Famille
D'après des textes tardifs, Halfdan est l'un des fils du héros légendaire Ragnar Lodbrok et d'Aslaug, et le frère d'Ivar le Désossé, Sigurd Œil de Serpent, Björn Côte-de-Fer. Il pourrait être identifié à Hvitserk, un fils de Ragnar qui n'est jamais mentionné en même temps que lui. Cependant, pour la plupart des historiens modernes, les légendes entourant Ragnar et ses fils sont dénuées de fondement historique,.
Le seul lien de parenté certain de Halfdan est qu'il est le frère d'Ivar, un autre chef de la Grande Armée viking qui correspond au Ivar le Désossé des sagas. Un autre frère est cité comme ayant mené les Vikings au combat lors de la bataille de Cynuit en 878. D'après l'Estoire des Engleis de Geoffroy Gaimar, ce troisième frère est Ubbe, mais cette identification n'est pas certaine.